# Сутора бура
Суто́ра бура (Sinosuthora webbiana) — вид горобцеподібних птахів родини суторових (Paradoxornithidae). Мешкає в Східній Азії. Вид названий на честь англійського ботаніка і систематика Філіпа Баркера Вебба.

## Опис

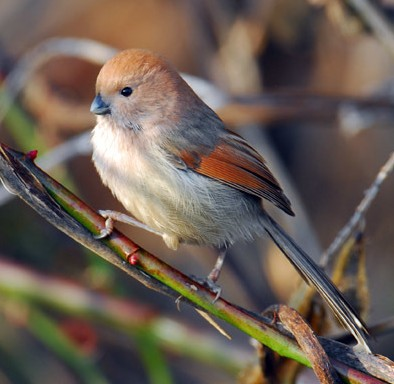
Бура сутора (Південна Корея)

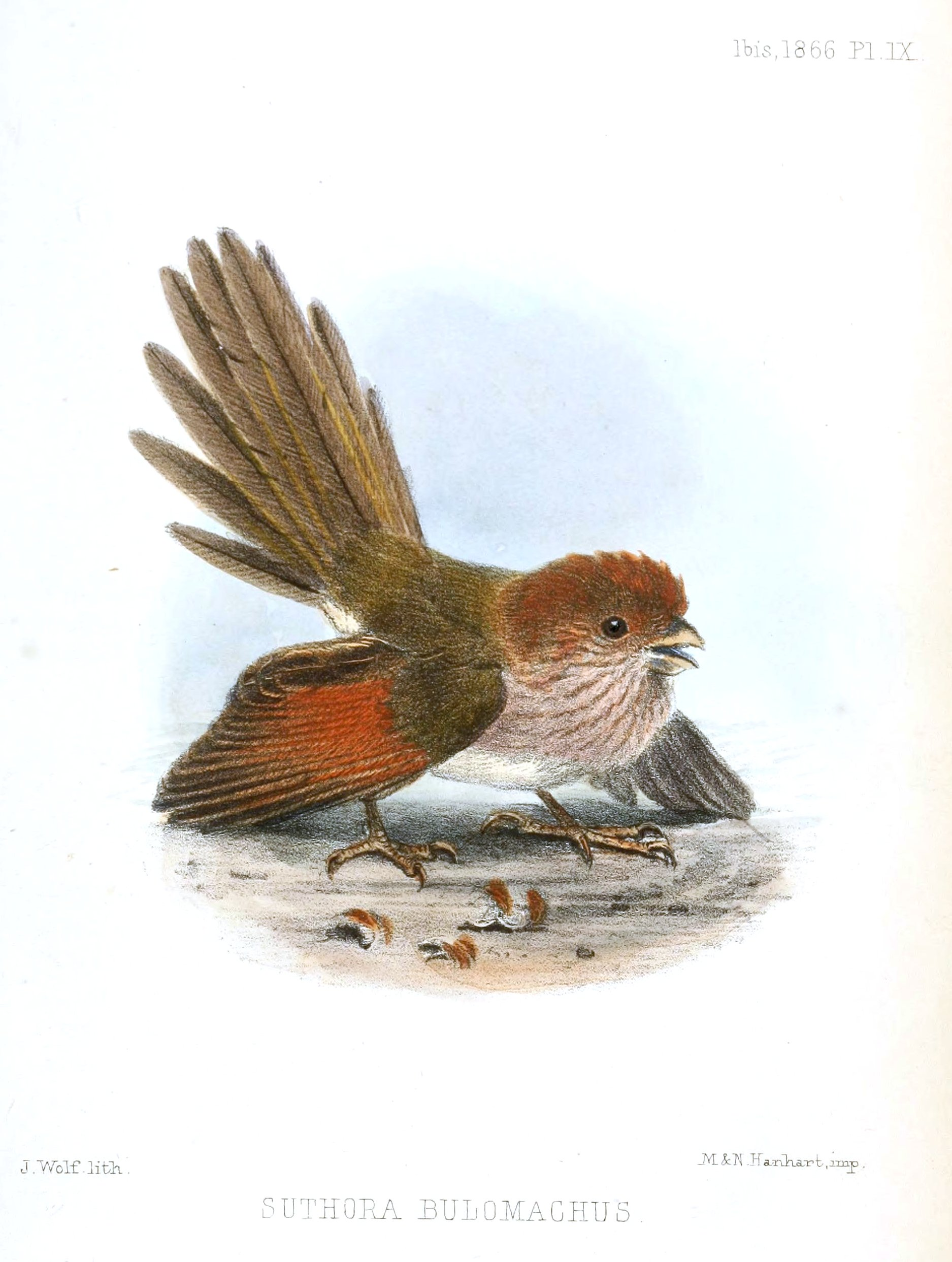
Бура сутора

Довжина птаха становить 11-13 см, враховуючи довгий, східчастий хвіст. Самці важать 8,5-11 г, самиці 7-12 г. Верхня частина тіла каштанова. крила темно-коричневі, махові пера каштанові. Горло і верхня частина грудей рожевувато-кремові, горло поцятковане коричневими смужками. Боки каштанові з охристим відтінком, нижня частина тілі кремово-охриста. Тім'я і лоб рудувато-коричневі. Очі сіруваті, дзьоб короткий, вигнутий, темно-сірий або коричневий, на кінці світліший, лапи сірі.

## Підвиди
Виділяють шість підвидів:
- S. w. mantschurica (Taczanowski, 1885) — південна Манчжурія і південь Приморського краю;
- S. w. fulvicauda (Campbell, CW, 1892) — Північно-Східний Китай (від Хебею до Ляоніну), Корейський півострів;
- S. w. suffusa (Swinhoe, 1871) — Центральний і Південно-Східний Китай (від Шеньсі до західного Сичуаню, Цзянсі і Гуандуну), північний схід В'єтнаму;
- S. w. webbiana (Gould, 1852) — Східний Китай (Цзянсу, Чжецзян);
- S. w. elisabethae (La Touche, 1922) — Південний Китай (південно-східний Юньнань) і Північний Захід В'єтнаму;
- S. w. bulomacha (Swinhoe, 1866) — Тайвань.

## Поширення і екологія
Бурі сутори мешкають в Китаї, Північній Кореї, Південній Кореї, Росії, В'єтнамі  та на Тайвані. Інтродуковані популяції мешкають в деяких країнах Європи, зокрема в Італії і Нідерландах. Бурі сутори живуть в лісах і рідколіссях, в чагарникових, бамбукових і очеретяних заростях, на болотах і плантаціях.

## Поведінка
Бурі сутори зустрічаються зграями, які можуть нараховувати від 10 до 80 птахів. Вони живляться насінням, зерном, комахами, павуками та іншими безхребетними. Вони є моногамними, сезон розмноження триває з квітня по серпень, за сезон може вилупитися два виводки. Гніздо глибоке, чашоподібне, зроблене з трави, встелене мохом, павутинням або шерстю. В кладці від 3 до 5 білих або синьо-зелених яєць. Інкубаційний період триває 13 днів, насиджують і самиці, і самці.